# De Kiruza
De Kiruza es un grupo chileno de fusión latinoamericana pionero en la introducción de ritmos afroamericanos a Chile como el soul, el hip hop, el funk, New Jack Swing o el reggae.

## Integrantes

### Miembros actuales
- Pedro Foncea, voz y percusión (1987-1999 / 2007-•)
- Jorge del Campo, guitarra y voz (2007-•)
- Roberto Trujillo, bajo (2007-•)
- Andrés Pérez, saxo y clarinete (2007-•)
- Cote Foncea, batería (1991-1999 / 2007-•)
- Felo Foncea, teclados (1991-1999 / 2007-•)
- Sebastián Almarza, teclado (1991-1999 / 2007-•)
- Loreto Canales , Coros.

### Miembros históricos
- Mario Rojas, guitarra, (1987-1990)
- Óscar Carrasco, bajo (1987)
- Jorge Lobos, trompeta (1987)
- Segundo Osorio, bajo (1987-1988)
- Gustavo Schmidt, teclado (1988)
- José Luis Araya, percusión y teclado (1988-1990)
- Andrés Cortés, bajo (1988)
- Eduardo Correa, batería (1988-1990)
- Celso Barría, bajo (1989)
- Igor Saavedra, bajo (1989-1991)
- Jorge Donoso, saxo (1989-1990)
- Juan Cristóbal Meza, teclados (1990)
- Ángel Parra Orrego, guitarra (1990)
- Nelson Arriagada, bajo, contrabajo, chelo (1991)
- Cristián Carvallo, bajo (1991-1999?)
- Leo Ahumada, guitarra (1991-1999?)
- Loretto Canales, voz (2007-•)
- Paola Cortés, voz
- Silbert Fernandes da Silva, percusión
- Javiera Vinot, voz

## Discografía

### Álbumes de estudio
- 1988 - De Kiruza
- 1991 - Presentes
- 1996 - Bakán
- 2009 - Música p'al mundo

### Recopilaciones
- 1998 - Éxitos grandes (Warner Music)

### Colectivos
- 1987 - El canto popular de Chile (Autoedición)
- 1993 - Con el corazón aquí (Edición independiente)
- 1994 - El verdadero rock chileno (Alerce)
- 1996 - Adrenalina. La energía del amor (Warner Music, banda sonora)
- 2004 - Azul y blanco (Edición independiente, banda sonora)
- 2009 - Rumos (Edición extranjera)